# Poptropica
Poptropica是一個大型的多人線上遊戲及虛擬世界，適合6歲至15歲的兒童玩耍。在遊戲中，玩家可以旅行、玩遊戲、跟其他玩家彼此溝通及完成「島嶼任務」。Poptropica是一個由家庭教育網絡──Funbrain研發，該公司還擁有孩子們的遊戲學習網站──funbrain.com 。該遊戲的正式發布日期是2007年9月。

## 角色

Poptropica的登入頁面

當玩家進入到Poptropica這個虛擬世界時，他們先會得到一個化名，然後就可以選擇該玩家的髮型、膚色、衣服等選項。經過以上的程序，便可以正式進入這個虛擬世界進行任何的「活動」。

## 物品
在Poptropica當玩家開始時已經可以選定自己的衣服。那些物品的用途可以包括到有助完成「島嶼任務」，用來裝飾自己等。當玩家完成「島嶼任務」後，多也會獲得一個特殊的獎牌。
玩家可以開關一個名為「Costumizer」的工具，它是一個允許玩家複製其他公民衣服及各種配件的工具。當玩家點擊了Costumizer的圖標時，然後點擊其他公民，玩家便有機會得到該公民的衣服或各種配件的工具。背包圖標是一個物品清單，可以看到自己擁有的物品。

## 用戶安全
Poptropica使用安全、面向用户并预制脚本的聊天功能，這使玩家不能分享玩家的個人資料。因此，它也使通信中並沒有任何不良訊息。角色的名字也預先建造，以防止任何不雅內容或個人信息進入虛擬世界。例如其中一個名字就是「激烈的河馬」（Fierce Hippo）。

## 島嶼任務
一旦玩家進入Poptropica，他們就可以選擇到一個島／國上探索。每個島嶼都需要不同的幫助。在每一個島嶼中玩家都可以訪問多人聊天室與其他Poptropica的市民。玩家通过獲得獎章来證明自己已解決該小島的問題。用戶亦可以登上飛船來往于各島嶼進行探索。

### 早期poptropica
早期Poptropica是Poptropica的第一個島嶼。玩家會遇到原來Poptropica的定居者。他們有一些1980年代的風格特徵。有幾位早期Poptropica的定居者在他們的村莊丟失了一些物品。在主要街道中有一個藝術博物館，當中有不少藝術家的作品，例如達芬奇和梵高的。

### 鯊魚島（Shark Tooth Island）
鯊魚島是Poptropica中的第二個島嶼。該方案是講述一群住在Shark Tooth Island的居民正在被一條活跃的鯊魚困擾。玩家的任務就是幫助公民在島內的古代廟宇遺址探索和征服巨型鯊魚。(這條巨型鯊魚叫做「Booga」。)

### 时空错乱島（Time Tangled Island）
时空错乱島是Poptropica發布的第三個島嶼。該方案是講述教授的時間機器已經歪曲了過去和將來的歷史，在此玩家需要令時間變回正常。在任務中，用戶會遇到不少例如愛迪生和達芬奇等著名的歷史人物。用戶一旦恢復了過去，就可以到达未來並看到自己50年以後的樣貌。。

### 24胡蘿蔔島（24 Carrot Island）
24胡蘿蔔島是Poptropica發布的第四個島嶼。該方案是講述24 Carrot Island遇到了麻煩：有人偷走了所有的胡蘿蔔，同时公民不斷在消失，依赖胡萝卜的經濟不斷下滑，令這個島變成了一片廢墟。玩家必須面對一個名為拮抗劑的博士和他的巨型機器兔子。這位博士有一個以胡蘿蔔作為燃料的火箭，他將會進入太空，然後企圖控制每一個人的想法。用戶的任務就是找出胡蘿蔔神秘失踪的原因，并帮助當地公民恢復島上昔日的輝煌  。

### 超人島（Super Power Island）
超人島是於Poptropica出現的第五個島嶼。該方案是講述有一個巨大的流星墜入Super Power Island的監獄，结果有6個頑固不化的罪犯逃出了監獄，並擁有了超能力。玩家要做的事就是將所有罪犯送回監獄裡。任務完成後，玩家便可以在Super Power Island中隨意飛行  。

### 間諜島（Spy Island）
間諜島是Poptropica的第六個島嶼。該方案是講述一種新的險惡威脅Poptropica。玩家需要成為一個間諜，以完成任務  。

### Nabooti Island
選擇自己的冒險：Nabooti島是Poptropica發布的第七個島嶼。這個島嶼會與出版商合作，在遊戲中選擇自己的探險類書籍。數百年來， Nabooti部落一直受到七個神聖的珠寶的支配，並變得強盛起來。但是現在所有珠寶卻失了踪。開始時玩家將在整個非洲長途跋涉尋找失踪的珠寶，並將其珠寶送回到Nabooti部落。完成任務時也會看到金字塔、古代的地雷和大瀑布。此島嶼是於2008年12月10日開放的  。

### 大納特島（Big Nate Island）
大納特島是Poptropica發布的第八個島嶼。這個島嶼是根據一個漫畫而設。大奈特（一個俏皮的孩子）是該島嶼中的一個重要人物。玩家需要做的就是需要幫助的奈特和他的朋友們來完成任務。此島嶼是於2009年2月12日開放的  。

### 鐵臂騎士島(Astro-Knights Island)
鐵臂騎士是Poptropica發佈的第九個島嶼。Arturus 王國的公主綁架和空間在某處考慮。玩家必須生成和自訂一個航太器，並使用它來救她。玩家將會參觀及實地瞭解各行星在他的任務，所以必須打擊各類機械獸。島包含多個典故傳說 Arthurian，如國被命名為"Arturus"被命名為 Cador、 Peleas、 Gawain，三個騎士和惡棍的名稱是 Mordred  。

### 偽島(Counterfeit Island)
偽島是Poptropica發佈的第十個島嶼。它是涉及一些世界上最著名的畫的偵探追求。他們在島博物館展出的時某人密謀偷他們所有。它到停止小偷和恢復，被盜玩家畫畫 的吶喊  。

### 電視真人島（Reality TV Island）
電視真人島將是Poptropica發布的第十一個島嶼。這個島嶼的方案將大致基於中央廣播電台的電視節目"倖存者"。此島嶼是於2010年3月14日開放的  。

### Haunted House
作為 Poptropica Store中的不免費遊戲 Poptropica 萬聖節 2009，添加了 Haunted House。玩家進入到要求的地方的超自然實體的"珍寶"鬼大廈。完成的任務獎勵 50 Poptropica 學分，與玩家與收到的完成各島嶼的 100 學分一樣。

## 小遊戲
- Switch（開關）: 為 60 秒遊戲類似于 Bejeweled 。玩家組三個或三個以上的水果，掙點的行中
- Sudoku（數獨）: 這是唯一的單獨或與其他玩家的情況下，可以玩的遊戲
- Hoops（籃球）: 基本的籃球遊戲，玩家芽籃球成網。獲得 5 點贏第一的玩家
- Sky-Dive（天空潛水）: 發出信號，玩家必須著陸在地上，通過點擊他們的傘背包中。沒有任何時間限制
- Paint War（塗料戰爭）: 玩家要炸贏取其炮 7 漆充球
- Star Link（明星鏈接）: 連結明星一起使用以形成一個正方形的行。玩家掙一點四行填寫一個框
- Balloons（氣球）: 本遊戲是類似于 Connect4，除了使用批註框。第一次執行此操作的球員贏得這場比賽
- Soupwords : 通過連接一碗湯字母表中的三個或更多個字母拼寫單詞。玩家的目標是找到更多的話，他或她可以湯變冷  前。這個遊戲類似于 Boggle
- pathwise : 球員連接，由一個六角點擊打開一顆鑽石形與他們的顏色贏得另一方